# Guido från Arezzo
| I denna artikel     |
| används tonnamnen   |
| B♭ och H.           |
| Se olika skrivsätt. |

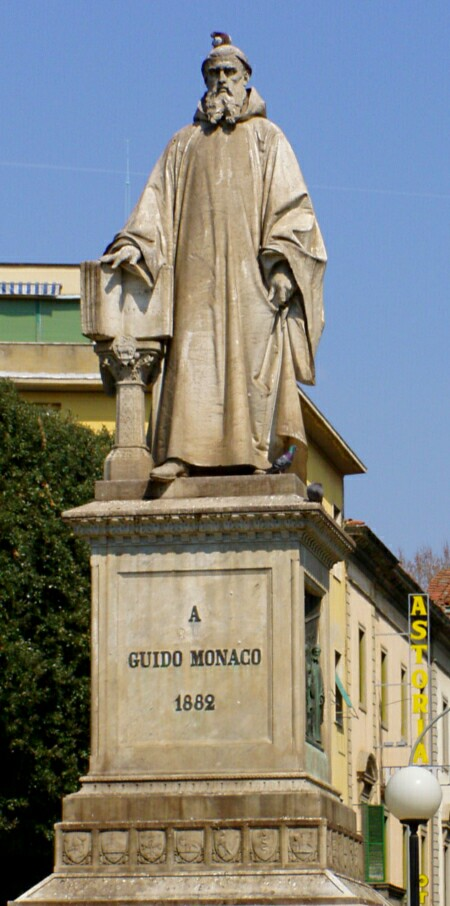
Staty i Arezzo föreställande Guido.

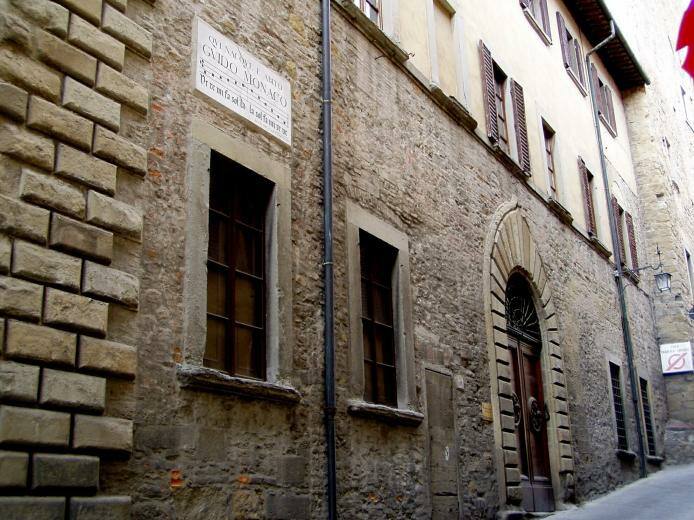
Guidos hus i Arezzo.

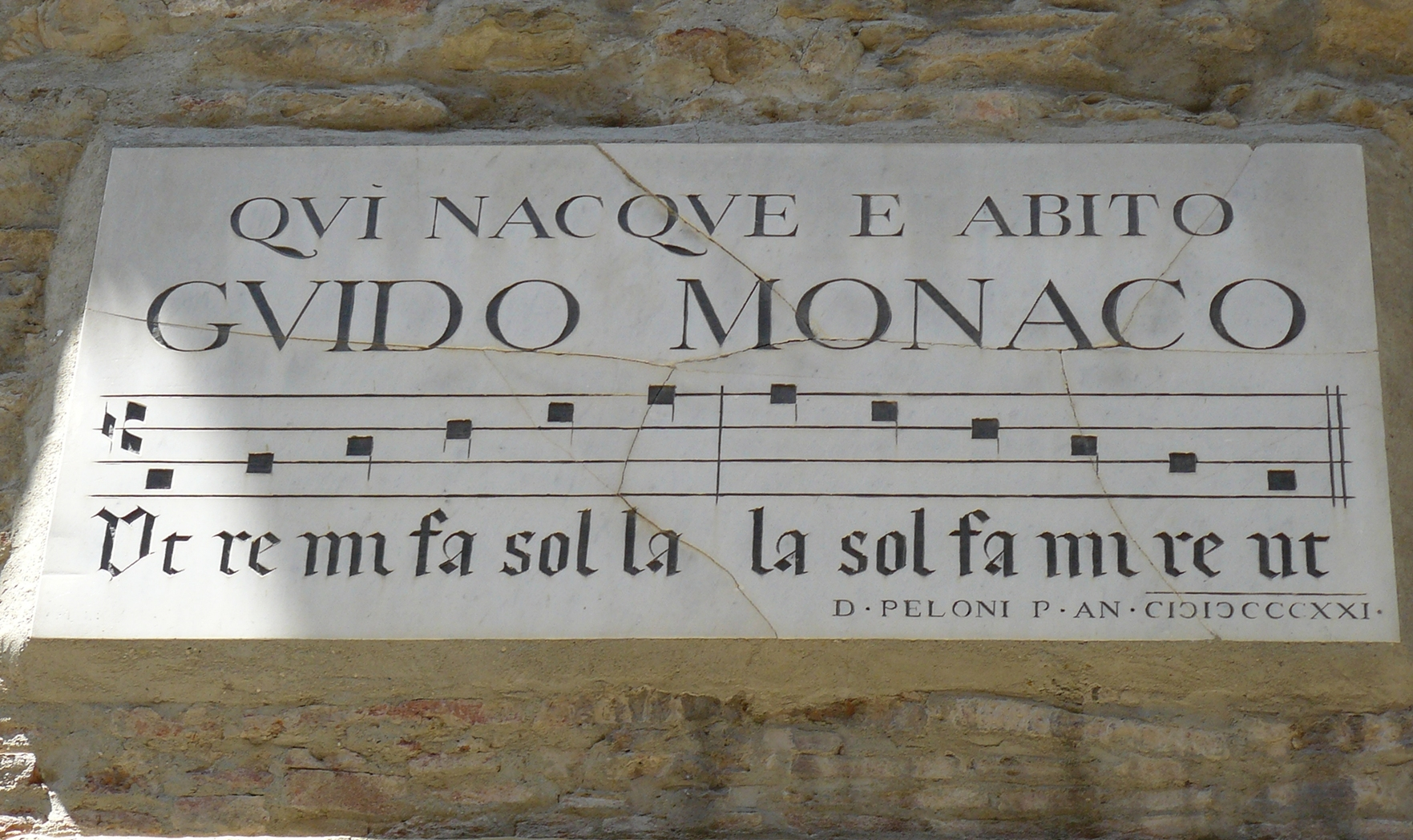
Minnestavla på huset. Texten lyder: ”Qui nacque e abito Guido Monaco” (Här föddes och bodde Guido, munken). Noterna beskriver en stigande och fallande sextonsskala (hexakord) med tonnamnen Ut re mi fa sol la la sol fa mi re ut. D[a] Peloni P[?] An[no] CIƆIƆCCCXXI (Av Peloni P, 1821).

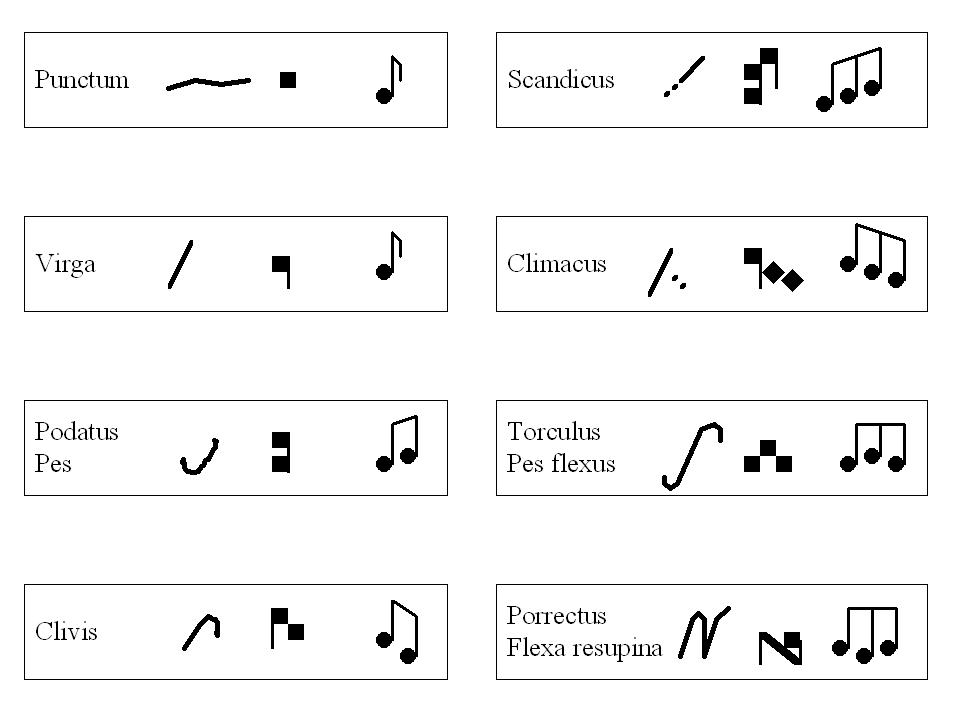
Exempel på neumer.

C-klav, F-klav och G-klav.

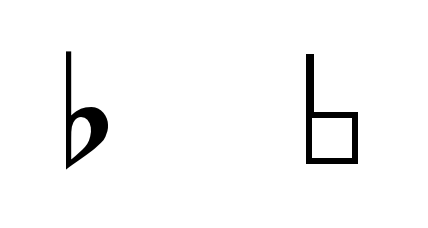
B molle och B durum.

Guido från Arezzo (italienska: Guido d’Arezzo, latin: Guido Aretinus), även kallad Guido Monaco ('Guido, munken') och Guido Pomposiano ('Guido från Pomposa'), född på 990-talet, död efter 1033, var en italiensk musikteoretiker som haft en avgörande betydelse framför allt för den moderna notskriftens tillkomst.

## Biografi
Guidos födelseår är inte känt. Enligt musikforskarna Joseph Smits van Waesberghe och Hans Oesch  fullbordades Micrologus när Guido var 34 år och under påven Johannes XIX:s ämbetstid vilket avgränsar hans födelse till något av intervallen 991–992 och 994–998. Dödsåret är helt okänt men brukar uppskattas till 1050. Han var benediktinmunk i Pomposaklostret i Codigoro utanför Ferrara.
Guido fick sin utbildning i klostret och det är troligt att han arbetade tillsammans med den klosterbroder Michael, som han senare tillägnade sin Epistola. Han arbetade med en ny notskrift till ett antifonarium och syftet var att hitta förbättrade metoder för att sångarna skulle kunna lära in nya sånger på egen hand i stället för det mer omständliga sättet med muntlig tradering och utantillinlärning. Resultatet gjorde honom välkänd utanför klostret, men tämligen illa sedd av klosterbröderna. Detta gjorde att han flyttade till Arezzo där biskopen Theodalus (Tedald) gav honom i uppdrag att sammanfatta sin pedagogik i läroboken Micrologus.
Guido besökte sannolikt Rom 1028, inbjuden av påven Johannes XIX för att undervisa prästerna och demonstrera sin notskrift. Om hans senare år är mycket lite känt. Möjligen bodde han i camaldulenserordens kloster Fonte Avellana, nära Arezzo.

## Eftermäle
Nedslagskratern Guido d'Arezzo på planeten Merkurius är uppkallad efter honom.

## Guidos notskrift
Före Guido från Arezzo fanns flera system för att notera musik, framför allt liturgisk sång, bland annat dasia notatio som används i Musica Enchiriadis och neumer. Guido beskriver i Aliae regulae, som är förordet (Prologus in antiphonarium) till det försvunna Pomposa-antifonariet den så kallade linjenotskriften, vars syfte är att sångarna ska kunna sjunga "a prima vista" – utan att någon förebildar för dem. Linjer användes även i daseianoteringen och med diastematiska neumer, men det nya med Guidos notering var att linjerna låg konsekvent på tersavstånd och att han angav tonhöjden med tonens namn framför linjen. Han använde också olika färger (gult och rött) för c- och f-linjerna för att det skulle vara lättare att lokalisera halvtonsstegen mellan h och c samt e och f. Så småningom slutade man med de färgade linjerna och bokstäverna för tonnamnen utvecklades till dagens klaver, c-klav, f-klav och g-klav. Guido använde inte ett bestämt antal linjer, och var inte heller konsekvent med särskilda klaver, utan det finns en stor variation i handskrifter från århundradena efter år 1000.
Micrologus hade till uppgift att ge korgossarna musikaliska grundkunskaper för att kunna förstå notskriften. Boken täcker fyra områden:
1. tonsystemet
2. de liturgiska modi
3. vägledning i enstämmig komposition
4. organumpraxis

För gehörsundervisningen använde Guido monokordet och den konventionella delningen av strängen. Men han hade också en egen metod, som av senare musikteoretiker har kallats mensura guidonis, som utvidgade tonförrådet en kvart uppåt och gav 21 toner och som inkluderar alternativa toner som b molle och b durum (Se: Ton (ljud)#Historik och exempel på källor) i de övre oktaverna. Nedan illustreras guidos skala. Den övre raden är Guidos och den undre en nutida skala.
| Γ | A | B | C | D | E | F | G | a | b  |   | c  | d  | e  | f  | g  | a  | b   |    | c  | d  |
| G | A | H | c | d | e | f | g | a | B♭ | h | c1 | d1 | e1 | f1 | g1 | a1 | B♭1 | h1 | c2 | d2 |

De sex centrala tonerna i Guidos tonförråd, c, d, e, f, g, a, kom att kallas hexakord och genom den melodi, som sannolikt är av Guido, till Johanneshymnen Ut queant laxis  kom de sex tonerna av Guido att benämnas ut, re, mi, fa, sol, la, efter inledningsordet i respektive fras. Genom att lära sig hymnen kunde Guidos elever också lära sig hur varje ton i skalan lät i förhållande till grundtonen. I modernt språkbruk kallas det tonplatsfunktion. Det Guido hade skapat var det som kom att bli solmisation.